# Арнлинд, Эрик
Эрик Альфонс Арнлинд (швед. Eric Alfons Arnlind, 14 марта 1922, Арнес (ныне Лувиа) — 22 декабря 1998, Стокгольм) — шведский шахматист. Инженер.
Участник пяти национальных чемпионатов (с 1957 по 1962 гг.). Серебряный призер чемпионата Швеции 1961 г. В составе сборной Швеции участник шахматной олимпиады 1958 г. Участник стокгольмского международного турнира 1963 г.
Победитель командного первенства Швеции 1961 г. в составе сборной команды Стокгольма.
Особых успехов добился в игре по переписке. Дважды участвовал в чемпионатах мира по переписке. За достижения в области заочных шахмат в 1968 г. получил звание гроссмейстера ИКЧФ.
Работал инженером в Шведском бюро дорожных исследований.

## Спортивные результаты
| Год                       | Город                                                                 | Соревнование                                                          | + | − | = | Результат | Место              |
| ------------------------- | --------------------------------------------------------------------- | --------------------------------------------------------------------- | - | - | - | --------- | ------------------ |
| 1958                      | Мюнхен                                                                | XIII Олимпиада (сборная Швеции, запасной)                             | 4 | 2 | 6 | 7 из 12   |                    |
| 1960                      | Стокгольм                                                             | Отборочный турнир командного первенства Европы                        | 3 | 0 | 1 | 3½ из 4   |                    |
| 1961                      | Авеста                                                                | Чемпионат Швеции                                                      |   |   |   |           | 2                  |
| 1962                      | Эрншёльдсвик                                                          | Чемпионат Швеции                                                      | 1 | 2 | 8 | 5 из 11   | 7—9                |
| 1963 / 1964               | Стокгольм                                                             | Международный турнир                                                  | 2 | 2 | 4 | 4 из 8    | 3—4                |
| 1972                      |                                                                       | Радиоматч Швеция — Дания (против Б. Андерсена)                        | 1 | 0 | 0 | 1 из 1    |                    |
| 1975                      |                                                                       | Матч по телексу Швеция — Нидерланды (1-я доска, против М. Эйве)       | 0 | 0 | 1 | ½ из 1    |                    |
| СОРЕВНОВАНИЯ ПО ПЕРЕПИСКЕ |                                                                       |                                                                       |   |   |   |           |                    |
| 1949                      | Чемпионат Швеции по переписке                                         | Чемпионат Швеции по переписке                                         |   |   |   |           | 2                  |
| 1953—1955                 | Полуфинал 2-го чемпионата мира по переписке                           | Полуфинал 2-го чемпионата мира по переписке                           |   |   |   |           | 1                  |
| 1956—1959                 | 2-й чемпионат мира по переписке                                       | 2-й чемпионат мира по переписке                                       | 4 | 2 | 8 | 8 из 14   | 6                  |
| 1965—1968                 | 5-й командный чемпионат мира по переписке (сборная Швеции, 1-я доска) | 5-й командный чемпионат мира по переписке (сборная Швеции, 1-я доска) |   |   |   | 5½ из 8   | 1-е место на доске |
| 1970—1974                 | Юбилейный турнир BdF                                                  | Юбилейный турнир BdF                                                  |   |   |   |           | 1                  |
| 1975—1980                 | 8-й чемпионат мира по переписке                                       | 8-й чемпионат мира по переписке                                       |   |   |   | 7 из 14   | 6—10               |